# Michael Lewis (Radsportler)
Michael Dennison Lewis (* 14. Oktober 1967) ist ein belizischer Straßenradrennfahrer.
Michael Lewis startete bei den Olympischen Sommerspielen 1988 in Seoul und 1992 in Barcelona jeweils im Straßenrennen, welche er jedoch weder 1988 noch 1992  nicht beenden konnte. 1992 gewann er den Holy Saturday Classic. In der Saison 2003 wurde er Zweiter im Straßenrennen der belizischen Meisterschaft hinter dem Sieger Ariel Rosado. 2005 konnte er den KREM's New Year Cycling Classic für sich entscheiden. Bei der nationalen Straßenradmeisterschaft 2007 wurde Lewis Erster im Straßenrennen der Eliteklasse.

## Erfolge
2007
- Belizischer Meister – Straßenrennen